# Träbåtars och träskepps anatomi

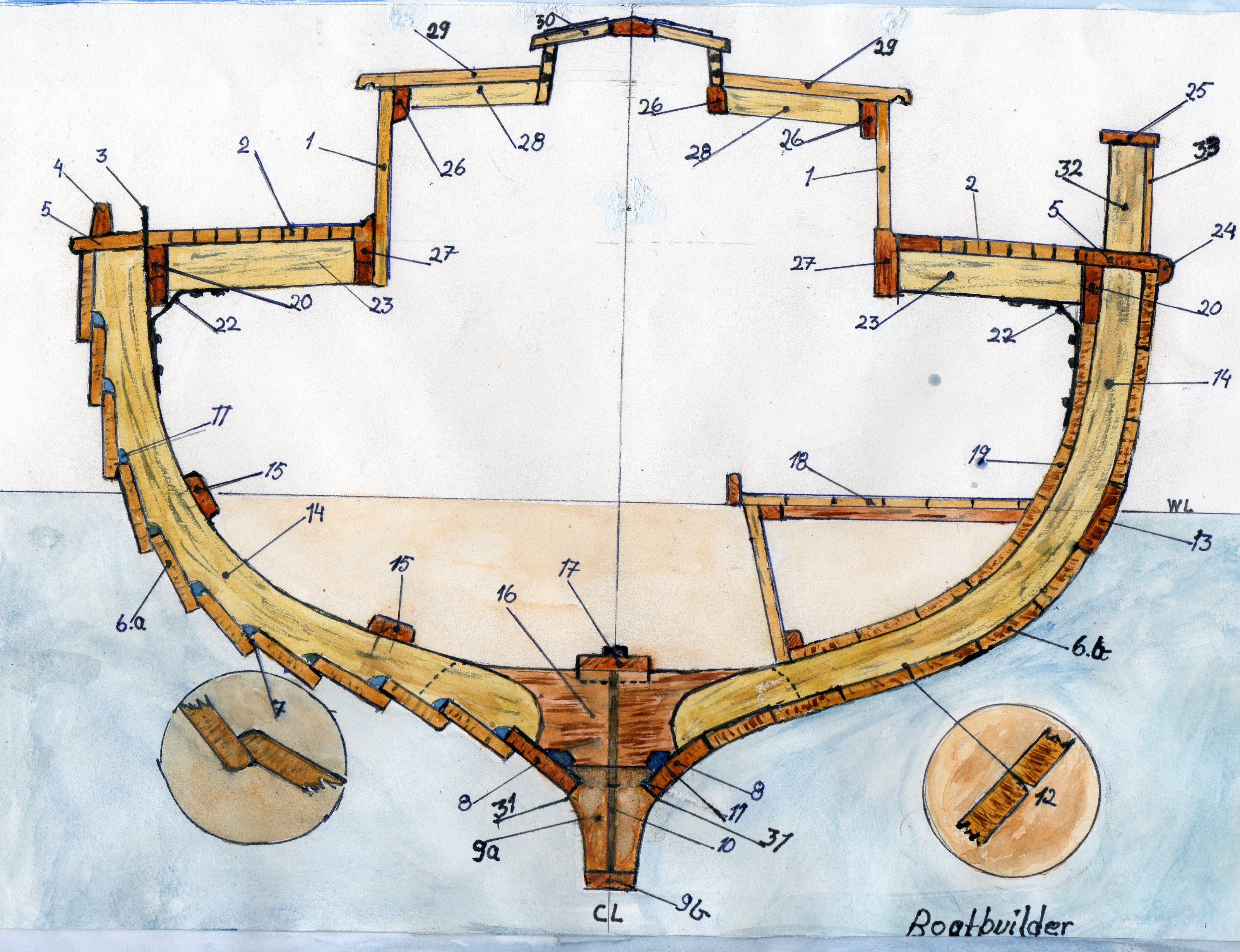
Mittsektion av däckad båt sett från akter, styrbords sida är kravellbordläggning. Babords sida klinkbordläggning

En träbåts eller ett träskepps skrov och däck består av ett system av detaljer i trä där dessa samverkar med varandra för att få en optimal styrka långskepps och tvärskepps. Trädetaljer kan variera i omfattning och utförande beroende på storlek och användningsområde av en träbåt eller ett träskepp. Vid byggande av större skepp behövs mer omfattande förstärkningar av skrovet längs och tvärs eller mellan olika däck, även diagonalt kan behövas förstärkningar. 
| - 1 Ruffsida - 2 Däck är båtens övre horisontella avslutning vid skarndäck. - 3 Röstjärn är till för att fästa mastens stag. - 4 Fotlist är en list mot däcks yttre sida på båtar. - 5 Skarndäck är däckets yttre avslutning, är fäst i övre bordet samt däcksbalkar. - 6 a Klinkbordläggning. - 6 b kravellbordläggning. - 7 Lann är bordens överlapp på varandra. - 8 Sambord är den första bordgången, den kan vara tjockare i förhållande till den andra borden. - 9 a köl är ett grövre på kant ställt trä som förbinder stäv och akter. - 9 b slitköl är en extra köl som kan bytas efter slitage. - 10 Kölbultar samverkar med köl och bottenstock samt kölsvin för att erhålla ett förband. - 11 Våghål är hål vid spant och bottenstockar så att slagvatten kan rinna ned eller längs botten mot kölen. | - 12 Nåt finns mellan olika trädetaljer där man tätar med drev. - 13 Berghult är en bordgång med grövre dimension i vattenlinjen på kravellbyggda fartyg. - 14 Spant är båtens revben. - 15 String är invändiga förstärkningar som går från för till akter, kan vara av metall. Kan även vara en slagvägare av trä. - 16 Bottenstock är timmer som är fästa i kölen vid sidan om spanten, bottenstockarna förbinder båtens sidor i botten tillsammans med spanten. - 17 Kölsvin eller kölsvinsplanka är en längsgående förstärkning som ligger ovanpå bottenstockar. Masten kan vara placerad på kölsvinet. - 18 kojen är båtens sovplats. - 19 Garnering är invändig klädsel av läckt på spanten i ruff eller kojer, eller kan även vara invändig bordläggning från durk upp mot balkvägare i träfartyg. - 20 Balkvägare är båtens livrem och är fäst i spanten. - 21 - 22 Knä är en förstärkning mellan spant och däcksbalkar, kan vara av trä eller smidesjärn. Stävknä i övergång mellan köl och stävar, eller stävkraft - en horisontell förstärkning mellan stäv och balkvägare. | - 23 Däcksbalk förbinder skrovets sidor och är fäst i balkvägaren eller mot en längsgående karvel. - 24 Sudband eller avvisarlist, oftast skodd med en metallskena - 25 Reling är den övre delen av en båt eller fartyg. - 26 Ruffbalkvägare längsgående insida överkant ruffsidan, vägare för att fästa ruffbalkar i. - 27 Däckskarvel är längsgående förstärkning vid övergång mellan ruff eller annat däckshus, lastrum på träbåt eller träfartyg. - 28 Ruffbalk är de balkar som rufftaket vilar på. - 29 Rufftak är taket över en båts ruff. - 30 Skylights, en lucka med glas för ljus, ventilation eller för att komma ut eller in från däck, kan även vara placerad på rufftaket. - 31 Spunningen finns längs med köl och stävar för infästning av borden. - 32 Brädgångstötta, dessa är förlängningar av spanten ovan däck för att fästa brädgången. - 33 brädgången är fäst i brädgångstöttorna. |